# 1459 Magnya
Magnya (asteróide 1459) é um asteróide da cintura principal com um diâmetro de 29,9 quilómetros, a uma distancia média ao Sol de 3.1491 UA. Possui uma excentricidade de 0,2360708 e um período orbital de 2 031,38 dias (5,56 anos).
Magnya tem uma velocidade orbital média de 16,81106425 km/s e uma inclinação de 16,95237º.
Esse asteróide foi descoberto em 4 de Novembro de 1937 por Grigory Neujmin.